# Veltheim (Ohe)
Veltheim is een gemeente in de Duitse deelstaat Nedersaksen. De gemeente maakt deel uit van de Samtgemeinde Sickte in het Landkreis Wolfenbüttel. Veltheim (Ohe) telt 982 inwoners.
Veltheim bestaat uit de dorpen Groß- en Klein-Veltheim.
Het omgrachte, grotendeels 16e-eeuwse kasteel te Veltheim wordt door de adellijke familie Von Veltheim bewoond. Incidenteel wordt het kasteel ter bezichtiging opengesteld voor groepen (aan te vragen bij de burgemeester).

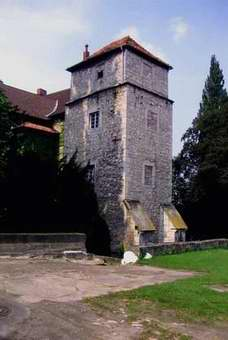
Waterburcht
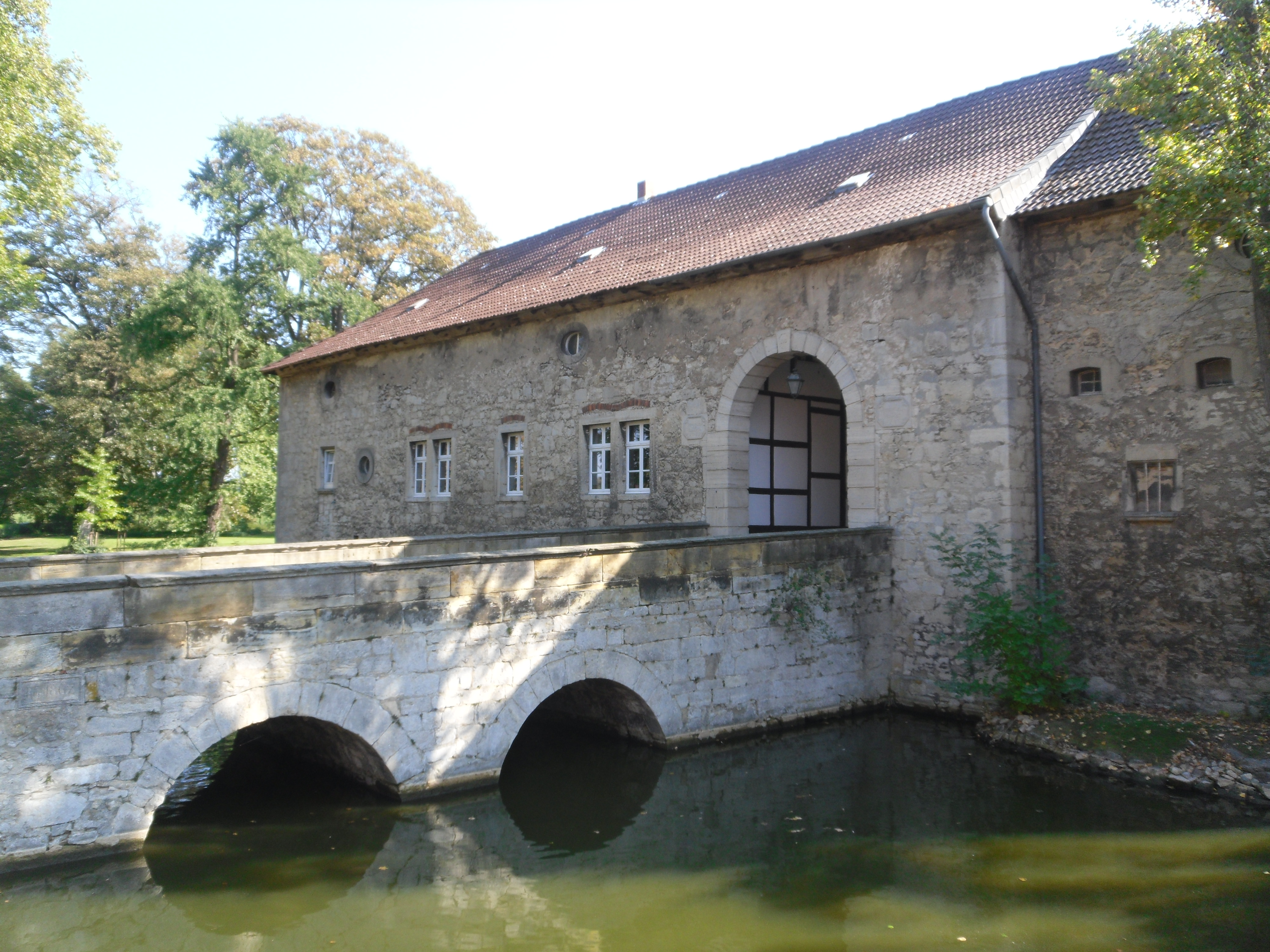
Poortgebouw van het kasteel
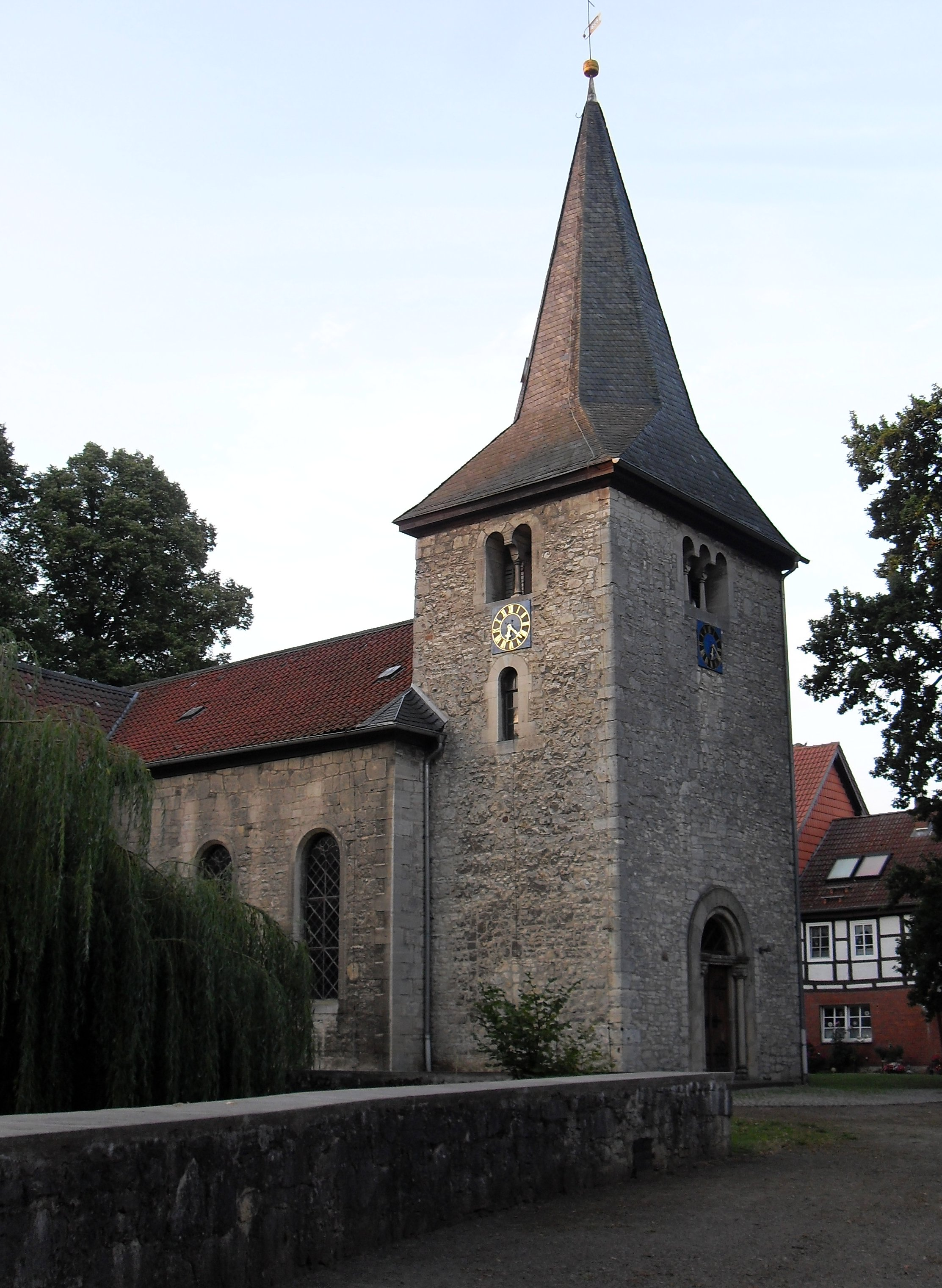
kerk in Veltheim

- Gemeinsame Normdatei: 7749029-0
- Virtual International Authority File: 17145067020366631198
- WorldCat: E39PBJxWYR4FMrwrb4DdPTVpyd

Baddeckenstedt · 
Börßum · 
Burgdorf · 
Cramme · 
Cremlingen · 
Dahlum · 
Denkte · 
Dettum · 
Dorstadt · 
Elbe · 
Erkerode · 
Evessen · 
Flöthe · 
Haverlah · 
Hedeper · 
Heere · 
Heiningen · 
Kissenbrück · 
Kneitlingen · 
Ohrum · 
Remlingen-Semmenstedt · 
Roklum · 
Schladen-Werla · 
Schöppenstedt · 
Sehlde · 
Sickte · 
Uehrde · 
Vahlberg · 
Veltheim (Ohe) · 
Winnigstedt · 
Wittmar · 
Wolfenbüttel